# Caselles (Viver i Serrateix)
Caselles és una masia de Sant Joan de Montdarn, al municipi de Viver i Serrateix (Berguedà), inclosa en l'Inventari del Patrimoni Arquitectònic de Catalunya.